# Холмовое
Холмовое (до 1945 года Джага́-Шейх-Эли́; укр. Холмове, крымскотат. Cağa Şeyh Eli, Джагъа Шейх Эли) — опустевшее село в Красногвардейском районе Республики Крым в составе Пятихатского сельского поселения (согласно административно-территориальному делению Украины — Пятихатского сельского совета Автономной Республики Крым).

## Население
| 2001 | 2014 |
| ---- | ---- |
| 10   | ↘0   |

### Динамика численности
| - 1805 год — 113 чел. - 1864 год — 122 чел. - 1892 год — 187 чел. - 1902 год — 146 чел. - 1915 год — 210/19 чел. - 1926 год — 257 чел. | - 1931 год — 249 чел. - 1939 год — 201 чел. - 1989 год — 13 чел. - 2001 год — 10 чел. - 2009 год — 14 чел. - 2014 год — 0 чел. |

## Современное состояние
На 2017 год в Холмовом улиц не числится; на 2009 год, по данным сельсовета, село занимало площадь 26,2 гектара на которой, в 1 дворе, проживало 14 человек. По данным Генерального плана на 2024 год площадь села составляет 24,2 га. Проживающих жителей по состоянию на 2024 год нет, единственное домовладение уничтожено в результате пожара.

## География
Холмовое — опустевшее село на юго-востоке района, в степном Крыму, в пересохшем низовье реки Бурульчи, высота центра села над уровнем моря — 67 м. Соседние сёла: Докучаево в 3 км на юг, Азов в 2,5 км на запад и Ровное в 2,5 км на север. Расстояние до райцентра — около 22 километров (по шоссе), там же ближайшая железнодорожная станция — Урожайная. Транспортное сообщение осуществляется по региональной автодороге 35Н-240 от шоссе 35Н-263 Октябрьское — Докучаево (по украинской классификации — С-0-10629).

## История
Первое документальное упоминание села встречается в Камеральном Описании Крыма… 1784 года, судя по которому, в последний период Крымского ханства Чага Шейхели входил в Борулчанский кадылык Карасубазарского каймаканства. После присоединения Крыма к России (8) 19 апреля 1783 года, (8) 19 февраля 1784 года, именным указом Екатерины II сенату, на территории бывшего Крымского Ханства была образована Таврическая область и деревня была приписана к Симферопольскому уезду. После Павловских реформ, с 1796 по 1802 год, входила в Акмечетский уезд Новороссийской губернии. По новому административному делению, после создания 8 (20) октября 1802 года Таврической губернии, Джага-Шейх-Эли была включена в состав Табулдынской волости.
По Ведомости о всех селениях в Симферопольском уезде состоящих с показанием в которой волости сколько числом дворов и душ… от 9 октября 1805 года, в деревне Джага-Шейх-Эли волости числилось 17 дворов и 113 жителей, исключительно крымских татар На военно-топографической карте генерал-майора Мухина 1817 года обозначена деревня Джага-Шейх-Эли с 20 дворами. После реформы волостного деления 1829 года деревню Джага Шеих Эли, согласно «Ведомости о казённых волостях Таврической губернии 1829 года», отнесли к Айтуганской волости (преобразованной из Табулдынской). На карте 1836 года в деревне 25 дворов, как и на карте 1842 года.
В 1860-х годах, после земской реформы Александра II, деревню приписали к Зуйской волости. В «Списке населённых мест Таврической губернии по сведениям 1864 года», составленном по результатам VIII ревизии 1864 года, Джага-Шейх-Эли — казённая татарская деревня с 27 дворами, 122 жителями и мечетью при колодцах. По обследованиям профессора А. Н. Козловского начала 1860-х годов, в селении имелись колодцы с солоноватой водой глубиной 35 саженей (около 74 м). На трёхверстовой карте 1865—1876 года в деревне Джага-Шеих-Эли обозначено 12 дворов. Вскоре, вследствие эмиграции крымских татар, особенно массовой после Крымской войны 1853—1856 годов, в Турцию, деревня опустела. В 1886 году 1117 десятин пустующей земли передано немцам — меннонитам под руководством Ф. Я. Вибе, возродившим деревню.
После земской реформы 1890 года, Джага-Шейх-Эли отнесли к Табулдинской волостии. Согласно «…Памятной книжке Таврической губернии на 1892 год», в деревне Джага-Шейх-Эли, входившей в Айтуганское сельское общество, числилось 187 жителей в 26 домохозяйствах, все безземельные. По «…Памятной книжке Таврической губернии на 1902 год» в деревне Джага-Шейх-Эли, входившей в Айтуганское числилось 16 жителей в 4 домохозяйствах, а в Джага-Шейх-Эли, приписанной к волости для счёта — 130 жителей в 30 домохозяйствах. По Статистическому справочнику Таврической губернии. Ч.II-я. Статистический очерк, выпуск шестой Симферопольский уезд, 1915 год, в деревне Джага-Шейх-Эли (вакуф) Табулдинской волости Симферопольского уезда числился 41 двор с татарским населением в количестве 210 человек приписных жителей и 19 — «посторонних», из которых 122 мужчины и 107 женщин. Жители владели 146 десятинами удобной земли. В хозяйствах имелось 120 лошадей, 36 коров и 300 голов мелкого скота.
После установления в Крыму Советской власти и учреждения 18 октября 1921 года Крымской АССР, в составе Симферопольского уезда был образован Биюк-Онларский район, в состав которого включили село. В 1922 году уезды получили название округов. 11 октября 1923 года, согласно постановлению ВЦИК, в административное деление Крымской АССР были внесены изменения, в результате которых был ликвидирован Биюк-Онларский район и село включили в состав Симферопольского. Согласно Списку населённых пунктов Крымской АССР по Всесоюзной переписи 17 декабря 1926 года, в селе Джага-Шейх-Эли, центре Джага-Шейх-Элинского сельсовета Симферопольского района (вместе с одноимённым совхозом), числилось 68 дворов, из них 66 крестьянских, население составляло 257 человек, из них 251 татарин, 6 записаны в графе «прочие», действовала татарская школа.
Постановлением КрымЦИКа от 15 сентября 1930 года был вновь создан Биюк-Онларский район (указом Президиума Верховного Совета РСФСР № 621/6 от 14 декабря 1944 года переименованный в Октябрьский), теперь как национальный (лишённый статуса национального постановлением Оргбюро ЦК КПСС от 20 февраля 1939 года) немецкий, село включили в его состав. По данным всесоюзной переписи населения 1939 года в селе проживал 201 человек.
В 1944 году, после освобождения Крыма от фашистов, согласно Постановлению ГКО № 5859 от 11 мая 1944 года, 18 мая крымские татары были депортированы в Среднюю Азию. 12 августа 1944 года было принято постановление № ГОКО-6372с «О переселении колхозников в районы Крыма» и в сентябре 1944 года в район приехали первые новоселы (57 семей) из Винницкой и Киевской областей, а в начале 1950-х годов последовала вторая волна переселенцев из различных областей Украины. Указом Президиума Верховного Совета РСФСР от 21 августа 1945 года Джага-Шейх-Эли переименовали в Холмовое и, соответственно, Джага-Шеих-Элинский сельсовет — в Холмовской. С 25 июня 1946 года Холмовое в составе Крымской области РСФСР, а 26 апреля 1954 года Крымская область была передана из состава РСФСР в состав УССР. Время включения в Колодезянский сельсовет пока не установлено: на 15 июня 1960 года село уже числилось в его составе. Вследствие исполнения указа Президиума Верховного Совета УССР «Об укрупнении сельских районов Крымской области», от 30 декабря 1962 года, село переподчинили Красногвардейскому району. Постановлением ВС Украины от 17 февраля 1987 года Холмовое передано в подчинение Пятихатскому сельсовету. По данным переписи 1989 года в селе проживало 13 человек. На 2009 год Холмовое — умирающее село с 1 двором. С 12 февраля 1991 года село в восстановленной Крымской АССР, 26 февраля 1992 года переименованной в Автономную Республику Крым. С 21 марта 2014 года в составе Крыма аннексировано Россией.

### Экономия Джага-Шеих-Эли
Согласно списку 1915 года «…отдельных русских подданных из австрийских, венгерских или германских выходцев, владеющих землёю…» при деревне Джага-Шеих-Эли отмечено крупное владение Вибе Филиппа Яковлевича, имевшего 1117 десятин земли. Экономию населяло 7 приписных и 50 «посторонних» жителей, из которых было 41 мужчина и 16 женщин. В хозяйстве имелось 50 лошадей, 70 волов, 20 коров и 20 голов мелкого скота.